# 埃斯帕尔蒂尼亚克
埃斯帕尔蒂尼亚克（法語：Espartignac，法語發音：[ɛspaʁtiɲak]）是法国科雷兹省的一个市镇，位于该省西部，属于蒂勒区。

## 地理
埃斯帕尔蒂尼亚克（45°24'53"N, 1°35'44"E）面积14.03 平方千米，位于法国新阿基坦大区科雷兹省，该省份为法国中南部省份，北起上维埃纳省和克勒兹省，西接多爾多涅省，南至洛特省，东临多姆山省和康塔爾省。
与埃斯帕尔蒂尼亚克接壤的市镇（或旧市镇、城区）包括：加纳韦河畔孔达、埃比里、拉格罗利耶尔、佩尔珀扎克-勒努瓦尔、皮埃尔菲特、圣雅勒、于泽什、维茹瓦。
埃斯帕尔蒂尼亚克的时区为UTC+01:00、UTC+02:00（夏令时）。

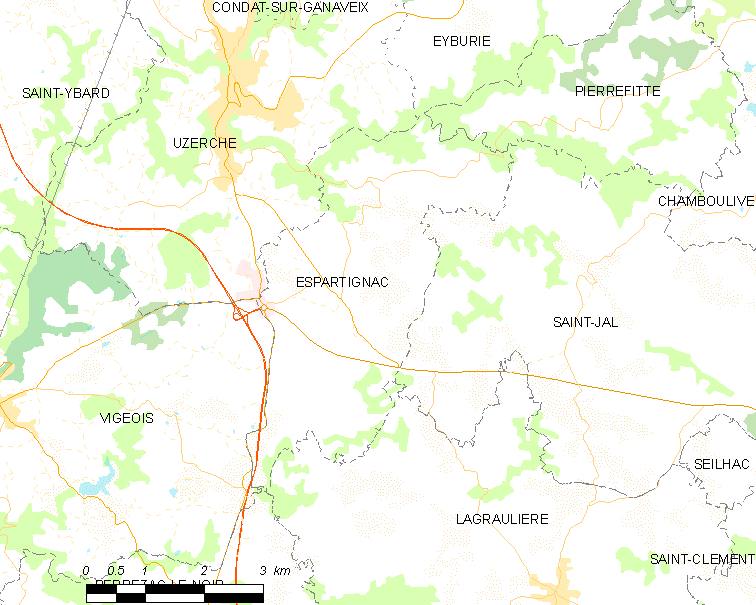
埃斯帕尔蒂尼亚克的OSM定位图

## 行政
埃斯帕尔蒂尼亚克的邮政编码为19140，INSEE市镇编码为19076。

## 政治
埃斯帕尔蒂尼亚克所属的省级选区为于泽什县。

## 交通
科雷兹省省道D142线和D142E6线经过市中心，另有省道D1120线（连接省会蒂勒和A20高速公路的干线公路）经过境内南部。

## 人口

1962-2008年间埃斯帕尔蒂尼亚克人口变化图示

埃斯帕尔蒂尼亚克于2022年1月1日时的人口数量为409人。